# Rugeley
Rugeley – miasto i civil parish w Wielkiej Brytanii, w Anglii, w hrabstwie Staffordshire, w dystrykcie Cannock Chase. Leży 13,4 km od miasta Stafford, 32,3 km od miasta Stoke-on-Trent i 187,6 km od Londynu. W 2001 r. miasto to zamieszkiwało 22 724 osób. W 2011 roku civil parish liczyła 17 749 mieszkańców. Rugeley jest wspomniana w Domesday Book (1086) jako Rugelie.

## Miasta partnerskie
- Western Springs